# Vesta M. Roy
Vesta M. Roy (ur. 26 marca 1925, zm. 8 lutego 2002) – amerykańska polityk ze stanu New Hampshire, działaczka Partii Republikańskiej.
Jako przewodnicząca stanowego Senatu New Hampshire sprawowała urząd 84. gubernator stanu od 30 grudnia 1982 do 6 stycznia 1983. Urząd objęła po śmierci odchodzącego gubernatora Hugh Gallena (przez jeden dzień przed formalnym objęciem stanowiska, od 29 grudnia pełniła obowiązki gubernatora), zajmując go przez tydzień przypadający przed zaprzysiężeniem gubernatora elekta Johna E. Sununu.
Vesta M. Roy dzierży trzy rekordy:
- Była pierwszą republikanką zajmującą stanowisko gubernator stanowego w historii USA (wszystkie poprzednie były demokratkami)
- Była pierwszą gubernatorem-kobietą New Hampshire (demokratka Jeanne Shaheen była drugą, ale z wyboru; urząd sprawowała od 1997 do 2003)
- Była pierwszą kobiet, która została gubernatorem stanu USA w ramach sukcesji (poprzednie były wybierane).

Vesta M. Roy była też doradczynią prezydentów Geralda Forda (1976), Ronalda Reagana (1980 i 1984) oraz George’a H.W. Busha (1988 i 1992) w czasie ich kampanii prezydenckich w New Hampshire.
Westa M. Roy zmarła w swoim domu w Kenmore w stanie Nowy Jork. Zostawiła swego męża Alberta, piątkę ich dzieci (Gregory, David, James, Nancy i Donald), siedmioro wnucząt (Jacquelin Roy, Leslie Roy, Natalie Roy, Jessica Lombardi, Alex Roy, Liza Chin, Faith Wood, Daniel Roy, Kenneth Roy i Matthew Roy), oraz dwoje prawnucząt (David i Nicholas Lombardi).